# فرديناند فريك
فرديناند فريك (بالسويدية: Ferdinand Frick)‏ هو نحات سويدي، ولد في 1878، وتوفي في 1939.